# Кукавкі (Воломінський повіт)
Кукавкі (пол. Kukawki) — село в Польщі, у гміні Ядув Воломінського повіту Мазовецького воєводства.
Населення — 100 осіб (2011).
У 1975-1998 роках село належало до Седлецького воєводства.

## Демографія
Демографічна структура станом на 31 березня 2011 року:
|          | Загалом | Допрацездатний вік | Працездатний вік | Постпрацездатний вік |
| -------- | ------- | ------------------ | ---------------- | -------------------- |
| Чоловіки | 52      | 5                  | 38               | 9                    |
| Жінки    | 48      | 10                 | 21               | 17                   |
| Разом    | 100     | 15                 | 59               | 26                   |